# LCA

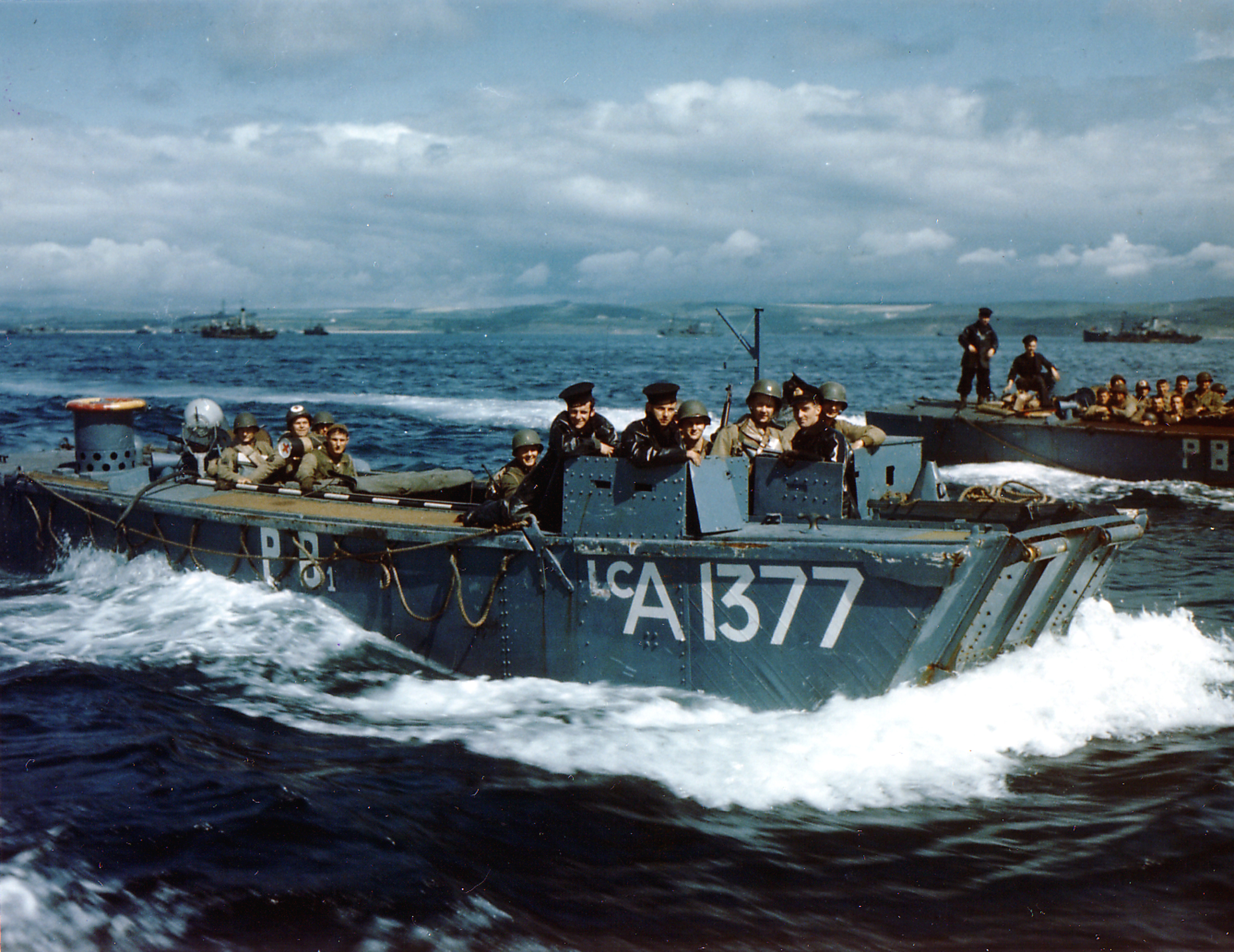
Тренування британського морського десанту у висадці на узбережжя. Травень 1944

Штурмовий десантний катер (англ. Landing Craft Assault або LCA) — різновид десантного катера Королівського військово-морського флоту Великої Британії часів Другої світової війни, призначений для перевезення і висадки особового складу морського десанту на необладнане узбережжя.

## Зміст
Штурмові десантні катери типу LCA створені британськими суднобудівниками для потреб Королівського флоту відразу ж після початку Другої світової війни. Катери розроблялися на основі прототипу спроектованого винахідниками компанії John I. Thornycroft & Company у Гемпширі. Конструкція опинилася настільки вдалою та легкою у виготовленні, що її випуск був налагоджений по усьому Сполученому Королівству, не тільки на виробничій базі суднобудівних компаній, а й на невеликих верфях та навіть фірмах — виробників меблів. Конструкція була випускалася верфями Співдружності на Далекому Сході.
Катер виготовлявся з дерев'яних плит й секційно посилювався листами броні по усіх найбільш важливих відсіках та частинах. Катер мав дуже низку осадку, конструктивно нагадував маленьку баржу й мав екіпаж у складі 4 осіб. Був спроможний переправити до піхотного взводу з 31 чоловіка та ще мав 5 резервних місць для розміщення фахівців (військових медиків, саперів, розвідників тощо). Особовий склад здійснював посадку на борт катера по сходах з палуби транспортного або десантного корабля, коли штурмовий десантний катер знаходився прикріплений шлюпбалками до судна. По завершенні завантаження особовим складом катер опускався на воду. Під час самостійного руху на воді швидкість катерів LCA сягала 7 вузлів (13 км/год). Вихід морського десанту проводився через носову апарель катера.
Штурмовий десантний катер був найпоширенішим десантно-висадочним засобом Великої Британії та країн Британської Співдружності за часів Другої світової війни. До липня 1942 року, ці апарати мали назву «Assault Landing Craft» (ALC), надалі, у відповідності до спільної номенклатурної системи США-Великої Британії вони стали зватися «Landing Craft; Assault» (LCA).